# I Ain't Marching Anymore
Albums de Phil Ochs
All the News That's Fit to Sing
(1964) Phil Ochs in Concert
(1966)
I Ain't Marching Anymore est le deuxième album de Phil Ochs, sorti en 1965 sur le label Elektra Records.
Contrairement à son album précédent All the News That's Fit to Sing, enregistré avec un second guitariste (Danny Kalb), I Ain't Marching Anymore présente Ochs seul avec sa guitare acoustique. Il inclut notamment ses deux chansons les plus célèbres contre la guerre du Viêt Nam : la contestataire I Ain't Marching Anymore (également parue en single avec des arrangements électriques) et l'humoristique Draft Dodger Rag.

## Titres
Toutes les chansons sont écrites et composées par Phil Ochs, sauf mention contraire.
| 1. | I Ain't Marching Anymore   |                         | 2:37 |
| 2. | In the Heat of the Summer  |                         | 3:08 |
| 3. | Draft Dodger Rag           |                         | 2:13 |
| 4. | That's What I Want to Hear |                         | 3:10 |
| 5. | That Was the President     |                         | 3:26 |
| 6. | Iron Lady                  |                         | 3:37 |
| 7. | The Highwayman             | Alfred Noyes, Phil Ochs | 5:42 |

| 8.  | Links on the Chain                 |                        | 4:20 |
| 9.  | Hills of West Virginia             |                        | 3:21 |
| 10. | The Men Behind the Guns            | John Rooney, Phil Ochs | 3:03 |
| 11. | Talking Birmingham Jam             |                        | 3:13 |
| 12. | The Ballad of the Carpenter        | Ewan MacColl           | 3:54 |
| 13. | Days of Decision                   |                        | 3:14 |
| 14. | Here's to the State of Mississippi |                        | 6:02 |

| 15. | I Ain't Marching Anymore (version électrique) | 2:50 |

## Musiciens
- Phil Ochs : chant, guitare

La version électrique de I Ain't Marching Anymore a été enregistrée avec le Blues Project :
- Roy Blumenfeld : batterie
- Danny Kalb : guitare
- Steve Katz : guitare
- Andy Kulberg : basse
- Al Kooper : piano